# Alberto Brenes Córdoba
Alberto Brenes Córdoba (San José el 13 de febrero de 1858-Ibidem, 16 de junio de 1942) fue un destacado intelectual, abogado y jurista costarricense. 

## Biografía
Nació en San José, fue hijo de Federico Fernández Oreamuno y de María Jesús Brenes Córdoba. Casó con María Quesada Acuña. Fue profesor de gramática castellana y latina en el Instituto Universitario de la Universidad de Santo Tomás y profesor en el Colegio Superior de Señoritas. Durante muchos años fue profesor en la Escuela de Derecho. Eminente tratadista del Derecho civil costarricense, publicó, entre otras, las obras Tratado de las personas, Tratado de los contratos, Tratado de los bienes y Tratado de las obligaciones, así como una Historia del Derecho. 
Fue secretario de la comisión que redactó el Código Civil de Costa Rica y el Código de Procedimientos Civiles de 1888. También fue subsecretario de Relaciones Exteriores y carteras anexas en 1889. Asimismo, en varias oportunidades fue magistrado de la Sala de Casación de la Corte Suprema de Justicia de Costa Rica. Entre muchas otras funciones desempeñó las de subsecretario de Relaciones Exteriores y director general de Bibliotecas. Fue fundador y director del periódico "El Ensayo".
Murió en San José el 16 de junio de 1942. La Asamblea Legislativa de Costa Rica le declaró Benemérito de la Patria el 10 de octubre de 1961.

## Publicaciones
- Historia del derecho (1913
- Tratado de los Bienes (1927)
- Tratado de las personas (1933)
- Tratado de las obligaciones y Tratado de los contratos (1935)